# Black Rose (groupe)
Pour les articles homonymes, voir Black Rose.
Black Rose est un groupe britannique de heavy metal, originaire de Middlesbrough, en Angleterre.

## Histoire

### Première période (1978–1985)
Le groupe est formé en 1978 sous le nom de Ice. Celui-ci est sérieusement exploité après que le guitariste Kenny Nicholson ait rejoint le casting. Un peu plus tard, Charlie McKenzie rejoint le groupe en tant que nouveau batteur. Après des concerts locaux, le groupe change de nom en 1980 pour devenir Black Rose. Le groupe se composait alors du chanteur et guitariste Steve Bardsley, du guitariste Kenny Nicholson, du bassiste Marty Rajn et du batteur Mark Eason. À la fin de l'année, le groupe de quatre musiciens avait réussi à accroître sa notoriété. En 1981, le groupe enregistre une démo dans les studios Impulse de Neat Records à Wallsend, contenant les six chansons Alright on the Night, Biker, Killer, Loveshock, Ready Aim Fire et Raised in Hell. La démo n'est cependant jamais publiée. Au cours du second semestre 1981, McKenzie quitte le casting pour rejoindre le groupe Taurus. Par ailleurs, il est par la suite actif, entre autres, au sein de Samson. Kenny Nicholson quitte également le groupe et passe une audition chez White Spirit. Mais comme il n'est pas retenu, il décide d'être actif au sein de Holland, Hammer et Fast Kutz. Les membres restants, Marty Rajn et Steve Bardsley, sont rejoints par le guitariste Chris Watson et le batteur Malla Smith. Ensemble, ils travaillent sur de nouvelles chansons, mais l'intérêt espéré d'un label ne s'est pas encore manifesté. Les chansons No Point Runnin' et Ridin' Higher sont ajoutées à la compilation Roxcalibur, qui est sortie début 1982 chez Guardian Records. La même année, le single ''No Point Runnin' est suivi de la chanson Sucker for Your Love en face B sur le label Teesbeat. Ce single a permis au groupe d'accroître sa notoriété. À l'époque, la moyenne d'âge des membres était d'environ 20 ans. 
Peu après la sortie, le bassiste Marty Rajn quitte le groupe et est remplacé par Mick Thompson. Une vidéo musicale pour No Point Runnin' est commandée par Check It Out, une chaîne de télévision locale, mais la vidéo n'est jamais diffusée. Pendant la période où Black Rose donnait des concerts avec Vardis et Raven, le groupe apparait de manière très publique dans la section Armed and Ready de Kerrang!. Pendant cette période, le groupe joue trois fois au Marquee Club de Londres, se produit dans différentes parties de l'Europe et donne des concerts avec Atomic Rooster, Diamond Head, Spider et Terraplane. Vers la fin de l'année, des démos de Love on the Line, Take Me Away et Red Light Lady sont enregistrées, tandis que la chanson Knocked Out est incluse dans le sampler One Take No Dubs de Neat Records. Après d'autres démos de We're Gonna Rock You et Burn Me Blind, Black Rose signe un contrat avec Bullet Records. Un EP éponyme, composé de quatre chansons issues de précédents séjours en studio, a été publié par ce biais. Le premier album Boys Will Be Boys suit en 1984. Un peu plus tard, des négociations sont menées avec Bronze Records pour une réédition de l'album, qui n'a pas eu lieu. L'album reprend entre autres les chansons We're Gonna Rock You et Stand Your Ground de l'EP précédent. En outre, des versions modifiées de Knocked Out et No Point Runnin' sont également publiées sur l'album. La même année, Boys Will Be Boys sort en single avec la chanson Liar, qui ne figure pas sur l'album, comme face B. Les ventes n'ayant pas satisfait Bullet Records, les deux parties se séparent et le groupe signe un contrat avec Neat Records. Alors que le groupe était encore sous contrat avec Bullet Records, l'EP Nightmare avait été enregistré dans les studios Impulse. Celui-ci se compose de morceaux entièrement nouveaux, avec la chanson-titre, Need a Lot of Lovin', Rock Me Hard et Breakaway. L'EP sort en 1985 chez Neat Records, où Watson est remplacé par le guitariste Ian Iredale. Ce sera cependant le seul enregistrement avec Iredale, puisque, après avoir manqué une répétition, il sera remplacé par Watson, qui revient dans le groupe. De plus, le guitariste et claviériste Gary Todd rejoint également le groupe, après quoi Bardsley se concentre uniquement sur le chant.
Smith rejoint Stoneheart peu de temps après. Vers la fin de l'année, le groupe enregistre pour le Friday Rock Show, qui est diffusé le 17 janvier 1986. Need a Lot of Lovin' et les nouvelles chansons Get Off Your High Horse et Go for the Throat y sont jouées. En 1986, Barry Youll rejoint le groupe en tant que nouveau batteur. Après quelques concerts, l'album suivant, Walk It How You Talk It, sort en 1987. Sur cet album, Pat O'Neill, âgé de 16 ans, joue de la guitare électrique, car Watson quitte de nouveau Black Rose. La sortie suit d'autres concerts, notamment la même année avec Warfare. Une tournée prévue aux États-Unis n'a pas lieu, car un groupe américain homonyme, qui s'était assuré les droits du nom, menace de payer une amende de 500 000 dollars. En 1988, le groupe travaille sur des nouveaux morceaux et fait de longues tournées avant de se séparer en 1989.

### Deuxième période (depuis 2004)
En 2004, la chanson inédite Get Off Your High Horse de 1986 est publiée sur la compilation Total Metal Attack de 2004 de Old School Records, avant d'être suivie en 2005 par la compilation Bright Lights Burnin' : The Anthology, qui suit.
En 2006, Bardsley, Watson, Smith et le nouveau bassiste Kiko Rivers se réunissent à nouveau pour enregistrer un nouvel album. Celui-ci est sorti en 2010 en téléchargement sous le nom de Cure for Your Disease. La même année, Smith quitte le groupe et est remplacé par Barry Youll, qui est revenu brièvement au groupe, avant que Chris Bennet ne le remplace à long terme. En 2011, Watson est remplacé par Kenny Nicholson, un autre guitariste déjà connu, qui joue avec Black Rose pour la première fois depuis plus de 20 ans lors du festival Cradle Will Rock All Day à Shildon. En 2012, le groupe continue à se produire, notamment au Hammerfest à Prestatyn en mars et au Headbangers Open Air à Brande-Hörnerkirchen en juillet. Dans la foulée, la compilation The Early Years and More - Remastered, qui contient 18 chansons (dont huit inédites à ce jour), sort chez Hellion Records, ainsi qu'une autre nommée Loveshock chez High Roller Records.

## Style musical
Selon Malc Macmillan dans The N.W.O.B.H.M. Encyclopedia, le groupe est influencé par Iron Maiden et Van Halen. Les chansons No Point Runnin' et Ridin' Higher seraient comparables au style musical de Jaguar ou de Tygers of Pan Tang sur leur album Spellbound. We're Gonna Rock You et Burn Me Blind ressembleraient à des morceaux de Tokyo Blade et Diamond Head. Avec l'album Walk It How You Talk It, le groupe se serait tourné vers le pop rock convivial avec des prétentions au mainstream. Energy, Mendes Prey, Export et Heavy Pettin connaissent une évolution similaire.
Dans son livre The Collector's Guide of Heavy Metal Volume 2 : The Eighties, Martin Popoff qualifie le style de Boys Will Be Boys de hard rock qui lui rappelle Def Leppard. Selon lui, les chansons sont amateures et lourdes, avec des paroles clichées. Même sur Walk It How You Talk It, le groupe ne s'améliore guère et sonne toujours comme un groupe de hard rock de lycée. Il les qualifie également de « sous-Heavy Pettin' ».
Metal Mike Blim du Metal Hammer compare le groupe à Diamond Head dans sa critique de l'album Boys Will Be Boys, car « de 1) ils se sont dégradés de la même manière, de 2) ce sont des types de filles aussi fines et de 3) ils se piquent des vieux morceaux. » Il évoque le premier point en faisant référence à la qualité des chansons qui, selon lui, se détériorait, tandis que le dernier point signifiait que le groupe utilisait sur l'album des chansons qui se trouvaient déjà sur d'autres supports. De plus, de nombreuses chansons se ressemblent beaucoup.

## Discographie
- 1981 : Black Rose (démo)
- 1982 : No Point Runnin’ (single, Teesbeat)
- 1983 : Black Rose (EP, Bullet Records)
- 1984 : Boys Will Be Boys (album, Bullet Records)
- 1984 : Boys Will Be Boys (single, Bullet Records)
- 1985 : Nightmare (EP, Neat Records)
- 1987 : Walk It How You Talk It (album, Neat Records)
- 1987 : Shout It Out (single, K-tel International)
- 2005 : Bright Lights Burnin’: The Anthology (compilation, Majestic Rock)
- 2010 : Cure for Your Disease (album)
- 2012 : Loveshock (compilation, High Roller Records)
- 2012 : The Early Years and More - Remastered (compilation, Hellion Records)